# Modelo de tabla
El modelo de tabla es un modelo de base de datos que describe cualquiera de los medio de codificar un modelo de base de datos (comúnmente una tabla) como un archivo de texto simple.

## Vista previa
Un archivo plano es un texto simple o el texto mixto y el archivo binario que por lo general contiene un registro por línea o el registro 'físico' (por ejemplo sobre el disco o una cinta). Dentro de tal registro, los campos solos pueden ser separados por delimitadores, p.ej. comas, o tener una longitud fija. En el caso último, el acolchado puede ser necesario para alcanzar esta longitud. El formatear suplementario puede ser necesario para evitar la colisión delimiter. No hay ningunas relaciones estructurales entre los registros.
Los ejemplos típicos de archivos planos son/etc/passwd y/etc/group sobre sistemas operativos Parecidos. Otro ejemplo de un archivo plano es una lista de nombre y dirección con el Nombre de campos, la Dirección, y el Número de teléfono.
Es posible escribir a mano, sobre una hoja de papel, una lista de nombres, direcciones, y números de teléfono; esto es una base de datos de archivo plana. Esto también puede ser hecho con cualquier máquina de escribir o procesador de texto. Muchos pedazos de software son diseñados para poner en práctica bases de datos de archivo planas. y otras sustancias.

## Historia
Los primeros empleos de máquinas calculadoras eran las puestas en práctica de bases de datos simples. Herman Hollerith concibió la idea que los datos de censo podrían ser representados por agujeros perforó en tarjetas de papel y tabuló por la máquina. Él vendió su concepto a la Oficina del Censo de los EU; así, el censo de 1890 era el primer en la vida automatizado consistiendo base de datos, en la esencia, de unos miles de cajas llenas de tarjetas perforadas.
La empresa de Hollerith se convirtió en la IBM de gigante de ordenador, que dominó el mercado informático para la mayor parte del siglo XX. La longitud fija de la IBM tarjetas perforadas de campaña, de 80 columnas se hizo el medio ubicuo de introducir datos electrónicos hasta los años 1970.
En los años 80, el usp de las base de datos de archivo plano configurables eran populares sobre DOS y el Macintosh. Estos programas fueron diseñados para hacerlo fácil para individuos para diseñar y usar sus propias bases de datos, y eran casi sobre la par con procesadores de texto y hojas de cálculos tomaron popularidad. Los ejemplos de productos de base de datos de archivo plano eran las tempranas versiones de FileMaker y el shareware(el software de libre evaluación) el ARCHIVO DE COMPUTADORA PERSONAL. Algunos de estos ofrecidos limitaron capacidades emparentadas, permitiendo a algunos datos para ser compartidos entre archivos.

## Implementaciones contemporáneas
C-árbol de Faircom es un ejemplo de una solución de nivel de la empresa moderna, pero aparte de que, hay muy pocos programas disponibles hoy que permitan a un principiante crear y usar una base de datos de archivo plana de uso general. Esta funcionalidad es puesta en práctica con Trabajos de Microsoft (disponible sólo para algunas versiones de Windows) y AppleWorks, a veces llamada ClarisWorks (disponible tanto para el Macintosh como para plataformas de Windows). Con el tiempo, los productos como la Paradoja de Borland, y el Microsoft Access comenzaron a ofrecer algunas capacidades emparentadas, así como lenguajes de programación empotrados. Los Sistemas de Gestión de datos (DBMS) como MySQL u Oráculo generalmente requieren que programadores construyan usos.
Las bases de datos de archivo planos todavía son usadas internamente por muchos usos de la computadora como almacenar datos de configuración. Muchos de sus usos  se permiten a usuarios para almacenar y recuperar su propia información de archivos planos que usan un juego predefinido de campos. Los ejemplos son programas para manejar las colecciones de libros o citas(nombramientos). Algún pequeño "contacto" (el nombre y dirección) puestas en práctica de base de datos esencialmente usa archivos planos.
XML es ahora un formato popular para almacenar datos en archivos de texto simples, pero como XML permite a estructuras de datos muy complejas anidadas ser representadas y contiene la definición de los datos, muy diferentes del modelo de archivo plano.

## Condiciones
La base de datos de archivo plana  puede ser definida muy por poco, o más ampliamente. La interpretación más estrecha es correcta en la teoría de base de datos; las más amplias cubiertas el término como generalmente usado.
Estrictamente, una base de datos de archivo plana debería consistir en nada más que datos y, si los registros varían en la longitud, delimiters. Más ampliamente, el término se refiere a cualquier base de datos que existe en un archivo solo en forma de rema y columnas, sin relaciones o eslabones entre registros y campos excepto la estructura de mesa.
Las condiciones solían describir los aspectos diferentes de una base de datos y sus instrumentos se diferencian de una puesta en práctica al siguiente, pero los conceptos dejan el mismo. FileMaker usa el término "Hallazgo"(find), mientras MySQL usa el término "Consulta"(query); pero el concepto es el mismo. FileMaker "archivos" son equivalente "tablas" MySQL, etcétera, etcétera. Para evitar confundir al lector, un juego constante de términos(condiciones) es usado en todas partes de este artículo.
Sin embargo, las condiciones básicos "registro" y "campo" son usados en casi cada puesta en práctica de base de datos.

## Ejemplo de base de datos
El ejemplo siguiente ilustra los elementos básicos de una base de datos de archivo plano. El arreglo de datos consiste en una serie de columnas y filas organizadas en un formato tabular. Este ejemplo específico usa sólo una tabla.
Las columnas incluyen: nombre (el nombre de una persona, segunda columna); equipo (el nombre de un equipo atlético apoyado por la persona, tercera columna); y ID numérico único, (solía únicamente identificar registros, la primera columna).
Aquí está un ejemplo la representación textual de los datos descritos:
```
id    nombre  equipo
1     Amy     Azul
2     Bob     Rojo
3     Chuck   Azul
4     Dick    Azul
5     Ethel   Rojo
6     Fred    Azul
7     Gilly   Azul
8     Hank    Rojo
```

Este tipo de representación de datos es el estándar para una base de datos de archivo plano, aunque haya algunas consideraciones adicionales que no son fácilmente evidentes del texto:
- Tipos de datos: cada columna en una tabla de base de datos como la de arriba generalmente es restringida a un tipo de datos específico. Tales restricciones por lo general son establecidas según la convención, pero no indicada formalmente a no ser que los datos sean transferidos a un sistema de base de datos relacional.

- Columnas separadas: En el susodicho ejemplo, columnas individuales son separadas usando caracteres en blanco. También llaman a esto indexación o el formateo de datos "de anchura fija". Otra convención común es de separar columnas que usan uno o varios caracteres delimitadores. Hay muchas convenciones diferentes para representar datos como esto encima en el texto. (Mirar p.ej., valores Separados por coma, valores Delimiter-separados, la lengua de Margen, el Lenguaje de programación). La utilización delimitadores incurre en unos en lo alto en la localización de ellos siempre ellos son procesados (a diferencia del formatear de anchura fija) que puede tener algunas implicaciones de funcionamiento. Sin embargo, el empleo de carácter delimitador (sobre todo las comas) son también una forma ordinaria de compresión de datos que puede ayudar al funcionamiento total por reduciendo volúmenes de datos - sobre todo para objetivos de transmisión de información. El empleo de carácter delimitadir que incluye un componente de longitud (notación Declarativa) es relativamente raro, pero infinitamente reduce el elevado asociado con la localización del grado de cada campo.

- Álgebra relacional: Cada fila o registro en la susodicha mesa encuentran la definición estándar de un tupla bajo el álgebra emparentada (el susodicho ejemplo representa una serie de 3-tuples). Además, la primera fila especifica los nombres de campaña que son asociados con los valores de cada fila.

- Sistema de administración de bases de datos: Ya que las operaciones formales posibles con un archivo de texto por lo general son más limitadas que deseado. El texto en el susodicho ejemplo generalmente representaría un estado intermediario de los datos antes de la transferencia en un sistema de gestión de datos.